# Theta Pegasi
Theta Pegasi (θ Peg) – gwiazda w gwiazdozbiorze Pegaza. Nosi także tradycyjną nazwę Biham („bydło”).
Jest gwiazdą typu widmowego A2, a jej obserwowana wielkość gwiazdowa wynosi +3,53m. Oddalona jest o około 67 lata świetlne od Słońca.